# Call of Duty 2
Call of Duty 2 é um jogo eletrônico de tiro em primeira pessoa de 2005 desenvolvido pela Infinity Ward e publicado pela Activision na maioria das regiões do mundo. É o segundo título da série Call of Duty. Foi lançado em 25 de outubro de 2005 para Microsoft Windows e em 22 de novembro de 2005 como um título de lançamento para o Xbox 360. Outras versões foram lançadas para OS X, telefones celulares e Pocket PCs.
O jogo atraiu elogios da crítica, principalmente pelos gráficos, som, e o novo sistema de regeneração de saúde. Como um jogo de lançamento, a versão para Xbox 360 vendeu mais de 250.000 cópias em sua primeira semana, tendo vendido mais de 2 milhões de cópias em janeiro de 2008. Em novembro de 2013, o jogo já tinha vendido mais de 5,9 milhões de cópias.

## Jogabilidade
Call of Duty 2 é um jogo de tiro em primeira pessoa que possui um modo de história para um jogador e um modo multiplayer. Assim como o seu antecessor, o jogo se passa durante eventos históricos da Segunda Guerra Mundial e segue com a mesma premissa de simulação de combate de esquadrões e infantaria que consagrou o primeiro título. O modo campanha é experimentado pelas perspectivas de quatro soldados: um do Exército Vermelho, um do Exército dos Estados Unidos e dois do Exército Britânico. Contém quatro campanhas individuais, divididas em três histórias, com um total de 27 missões. Muitos recursos foram adicionados e alterados de Call of Duty original, mais notavelmente o sistema de regeneração de saúde que extinguiu o sistema de kits médicos visto no jogo anterior; ao receber danos, a tela do jogador fica vermelha indicando alerta para uma possível morte. Este sistema funciona da maneira em que personagem controlado pelo jogador recupere totalmente sua saúde quando não está mais recebendo danos de inimigos e utilize a cobertura do cenário a seu favor. Também foi acrescentado um ícone no HUD que indica que uma granada próxima foi arremessada perto do jogador.
No modo single-player o jogador assume o papel de vários protagonistas aliados em missões específicas durante a Segunda Guerra Mundial. O jogador pode se agachar e ficar deitado, e é capaz de escalar muros baixos e outros obstáculos. Duas armas de fogo podem ser carregadas, que podem ser trocadas com as que estão no campo de batalha, granadas de fragmentação e fumaça também podem ser carregadas. As miras de ferro de uma arma podem ser usadas para apontar com mais precisão. Uma bússola na tela de HUD mostra aliados, inimigos e marcadores de objetivos para indicar os locais que o jogador deve alcançar, áreas para defender ou canhões ou tanques inimigos nos quais o jogador deve plantar explosivos para desativar. Armas posicionadas, como metralhadoras e canhões estão disponíveis em alguns locais para abater tropas inimigas. Além disso, algumas missões colocam o jogador no controle de um tanque.

## Sinopse

### Campanha soviética
O jogador controla o soldado soviético Vasili Koslov da 13ª Divisão de Fuzileiros de Guarda, que, em dezembro de 1941, participa de seu treinamento básico com o comissário Letlev e se vê envolvido na defesa de Moscou. Posteriormente, Koslov participa da Batalha de Stalingrado no inverno de dezembro de 1942, incluindo a demolição de um posto de comando alemão. Posteriormente, Koslov se envolve em combates de inverno por toda Stalingrado, incluindo reconectar fios telefônicos cortados e recapturar o pátio ferroviário e a estação de trem da cidade. Ao final das missões, Koslov participa da ofensiva soviética em janeiro de 1943, que cercou o 6.° Exército alemão na cidade, envolvendo a recaptura e defesa de quarteirões, prédios e da prefeitura.

### Campanha britânica
O jogador controla um soldado britânico, o sargento John Davis da 7ª Divisão Blindada (os Ratos do Deserto) no Norte da África em 1942, parte de um esquadrão liderado por Capitão Price. Davis participa de um ataque furtivo noturno às tropas alemãs do Afrika Korps, terminando com a destruição de um posto de abastecimento alemão. Na mesma noite, no próximo nível tem os britânicos defendendo uma cidade de um número esmagador de alemães enviando contra-ataques do norte, oeste, sul e leste; finalmente alcançando a vitória destruindo grande parte da força de tanques alemã usando artilharia. Isto é seguido pela Segunda Batalha de El Alamein, durante a qual o sargento Davis teve que cruzar as linhas inimigas com os tanques Crusader e lutar através de várias trincheiras, ninhos de metralhadoras, bunkers, armas de 88mm e finalmente, tomar o quartel-general alemão na região. Isso é seguido pelo ataque a cidade de El Dabaa na costa do Mediterrâneo para interceptar os alemães restantes no Egito e destruir vários canhões de 88mm, encerrando a primeira campanha britânica. Um adendo ao segundo conjunto de missões faz com que o jogador assuma o papel de um comandante britânico de um tanque Crusader Mk VI (A15), David Welsh, enquanto ele enfrenta as forças de Erwin Rommel que já estão recuando no noroeste da Líbia no início de 1943. A primeira missão da terceira campanha em Toujane, já na Tunísia, coloca novamente o sargento John Davis e seus companheiros presos sob fogo cruzado, mantendo uma casa até que eles escapem e se encontrem com o segundo esquadrão. Eles então retomam Toujane com reforços de tanques no dia seguinte antes de atacar a cidade de Matmata. Após isso, a campanha final ocorre com a unidade de Davis na França em 1944, durante a batalha por Caen, ocorrida após os Desembarques da Normandia como parte da Operação Overlord.

### Campanha americana
Na campanha americana, o jogador controla o cabo Bill Taylor da Companhia Dog de um esquadrão do 2º Batalhão de Rangers, liderado pelo sargento Randal. Taylor começa fazendo um papel no Dia D em 6 de junho de 1944, no desembarque a Pointe du Hoc, com os Rangers escalando as falésias do local para destruir uma bateria costeira de artilharia alemã. No entanto, a artilharia não estava na encosta, e os Rangers americanos tiveram que avançar para o interior de uma vila para encontra-la. Após a artilharia ser encontrada em um pomar, Taylor desativa cada uma. Após isso, os Rangers precisam segurar a posição de uma maciça contra-ofensiva alemã no dia seguinte (D+1), em 7 de junho. Algum tempo depois, durante o seu avanço na Normandia em 14 de julho próximo a Cherburgo, o esquadrão de Taylor captura Beaumont-Hague e Taylor serve como franco-atirador contra equipes de morteiros inimigas até que os reforços cheguem. Após o fim da Batalha da Normandia, o segundo objetivo de Taylor está focado na tomada da Colina 400 durante a Batalha da Floresta de Hürtgen no oeste da Alemanha, envolvendo a captura de Bergstein, com uma carga desastrosa nos bunkers da Colina 400 e a defesa do contra-ataque alemão, com o jogador novamente realizando trabalho de atirador contra equipes de morteiros alemães, destruindo a blindagem inimiga e segurando a colina contra um contra-ataque sobrecarregado pela artilharia e um número esmagador de soldados alemães. A missão final é definida com os americanos na travessia do Rio Reno para a Alemanha na cidade de Wallendar. A missão começa com Taylor imediatamente sob fogo, fornecendo cobertura contra os alemães até chegar às margens do rio e depois lutar pela maior parte da cidade. A luta final faz com que o jogador derrote dois tanques Tiger I. Ao final da batalha em Wallendar, Taylor é promovido a sargento e Randal é promovido a tenente pelo seu superior, o coronel Blake.

### Créditos finais
Os créditos finais retratam o resgate dramático do Capitão Price dos alemães por um grupo de soldados americanos. Após o término dos créditos, as palavras "Nenhuma vaca foi prejudicada na produção deste jogo" aparecem, como em Call of Duty original. Esta é uma referência ao gado morto visível nas missões da Normandia.

## Multiplayer
O Multijogador de Call of Duty 2 apresenta vários tipos de modos: Deathmatch, Team Deathmatch, Search & Destroy, Capture the Flag e Headquarters. Os mapas incluem localizações na Normandia, Norte da África e Rússia. Cada equipe pode escolher uma variedade de armas, dependendo do mapa. Os jogadores podem escolher entre soldados americanos, soldados soviéticos e soldados britânicos para as forças aliadas, e soldados alemães para as forças do Eixo.
Cada servidor multiplayer para PC pode conter no máximo sessenta e quatro jogadores, enquanto o limite é de oito jogadores no Xbox. Na versão de Xbox 360, os jogadores podem jogar na Xbox Live e obter novos pacotes de mapas. Há um total de treze mapas oficiais, três deles são remakes do primeiro Call of Duty. Há também três pacotes de mapas extras chamados Bonus Pack, Skirmish Pack e Invasion Pack, adicionando um total de oito mapas.

### Mapas multiplayer
Os mapas disponíveis no modo multiplayer são:
- mp_breakout (Villers Bocage, France)
- mp_brecourt (Brecourt, France)
- mp_burgundy (Burgundy, France)
- mp_carentan (Carentan, France)
- mp_dawnville (St. Mere Eglise, France)
- mp_decoy (El Alamein, Egypt)
- mp_downtown (Moscow, Russia)
- mp_farmhouse (Beltot, France)
- mp_leningrad (Leningrad, Russia)
- mp_matmata (Matmata, Tunisia)
- mp_railyard (Stalingrad, Russia)
- mp_toujane (Toujane, Tunisia)
- mp_trainstation (Caen, France)
- mp_rhine (Wallendar, Germany)

## Desenvolvimento
Em 7 de abril de 2005, a Activision anunciou que a Infinity Ward estava desenvolvendo Call of Duty 2, com lançamento previsto para o outono de 2005 para PC. Especulou-se que a Infinity Ward estava desenvolvendo a sequência ao mesmo tempo que Gray Matter Studios desenvolvia Call of Duty: United Offensive. O presidente da Infinity Ward, Grant Collier, disse: 
"Nossa equipe da Infinity Ward está empenhada em colocar os jogadores no calor da batalha como nenhum outro, levando os jogadores a um passeio emocionante de adrenalina que deixa todos sem fôlego. Em Call of Duty 2, estamos criando o jogo de ação mais intenso e realista que se possa imaginar, com uma atmosfera visual impressionante e uma tecnologia avançada que oferece um nível de autenticidade sem precedentes".
O comunicado à imprensa disse que os jogadores enfrentariam os inimigos em um campo de batalha menos linear, enfrentariam as principais batalhas cronologicamente e usariam táticas de esquadrão não disponíveis nos jogos anteriores de Call of Duty. A Infinity Ward também confirmou a criação de um "Sistema de Conversa de Batalha", semelhante a Medal of Honor: Pacific Assault, onde os membros do esquadrão conversam para criar consciência situacional.
O motor IW engine 2.0 é uma versão modificada do id Tech 3, que foi usado no primeiro jogo Call of Duty. Com o novo mecanismo de jogo, a Infinity Ward expandiu o escopo do combate para oferecer uma experiência de campo de batalha realista e melhorou o visual. Os desenvolvedores foram capazes de obscurecer a visibilidade com granadas de fumaça e criar efeitos climáticos como tempestade de areia e esbranquiçamento de nevasca.
O jogo era conhecido por "permitir que os jogadores experimentassem quatro histórias individuais de soldados enquanto superavam adversidades intransponíveis em várias campanhas. Os jogadores têm a liberdade de seguir cada uma das quatro histórias para a melhor experiência dirigida por personagens. Os esquadrões agora têm a liberdade de assumir uma variedade de objetivos de missão, em campos de batalha expansivos que permitem vários caminhos e a capacidade de utilizar táticas de combate reais, como flanqueamento e recursos de fogo e manobra".
Call of Duty 2 seria mais envolvente do que o Call of Duty original. Vince Zampella, diretor criativo da Infinity Ward, disse: "Não queríamos tirar nenhuma das partes que tornavam Call of Duty tão bom. Mas havia algumas coisas que admitimos que poderiam ter sido feitas". Uma demonstração do jogo mostrou um estilo de jogo mais aberto e uma IA melhor para os inimigos, que iriam ativamente atrás do jogador. Há um número definido de inimigos no mapa que começarão a reagir à presença do jogador assim que o primeiro tiro for disparado. Grupos de inimigos mais distantes enviam unidades para ver o que está acontecendo e aumentam o combate enquanto os inimigos diretamente na frente do jogador se juntam e se protegem rapidamente.
A Infinity Ward passou muito tempo nos campos de batalha da Segunda Guerra Mundial, o que os levou a descartar níveis inteiros para partes do jogo que aconteciam na França, pois achavam o local muito diferente do que imaginavam.
Um dos detalhes que a equipe adicionou são os efeitos pós-guerra que continuam no campo de batalha ao longo do jogo, onde poeira e fumaça continuam rolando pelas ruas, nublando a visão, lixo e detritos espalhados por toda parte. O jogo possui atenuação de som, com sistema 5.1 surround sound, e diálogo sensível ao contexto, com um total de vinte mil linhas de diálogo. Cada um dos soldados lutando ao lado do jogador chamará a posição dos soldados inimigos, avisará sobre ataque de flanco e ajudará de maneiras que não eram possíveis no primeiro jogo da série. Zampella disse: "Nós realmente queríamos conversas de batalha realistas que não fossem apenas divertidas, mas também publicitárias".

## Recepção
Call of Duty 2 recebeu críticas "geralmente positivas", de acordo com agregador Metacritic. Os gráficos e som foram amplamente elogiados e as reações ao sistema de saúde em regeneração foram positivas, com os revisores da GameSpot e GamePro chamando-o de uma melhoria em relação ao sistema de barra de saúde anterior.
Para a versão do Xbox 360, Douglass C. Perry do IGN descreveu a apresentação como "elegante e bem produzida" e disse que os gráficos eram alguns dos melhores do Xbox 360 em seu lançamento. Ele chamou os efeitos sonoros de "inacreditáveis", enquanto a jogabilidade foi descrita como contendo uma "enorme quantidade de ação". O revisor da GameSpot, Bob Colayco, resumiu sua análise afirmando que Call of Duty 2 tem "gráficos suaves e detalhados e som excelente", além de elogiar a inteligência artificial, realismo, e variedade na campanha. GamePro chamou o jogo de "de tirar o fôlego", e elogiou o jogo por seus "detalhes incrivelmente realistas em armas e paredes, enfatizados por mapeamento normal, sombreamento e iluminação excepcionais, destaques especulares e alguns efeitos de partículas absolutamente fenomenais". O editor da GameSpy Will Tuttle o chamou de "Um dos melhores FPSs já criados. Graças a uma combinação de visuais nítidos, efeitos sonoros de ranger os dentes e IA inimiga astuciosa, você ficará na ponta da cadeira desde o momento em que entrar em combate até seu último suspiro".
Para a versão de PC, o editor do IGN, Tom McNamara, ficou impressionado com a apresentação e os gráficos, descrevendo-os como "Excelentes" e "suaves", respectivamente. Ele também disse que os gráficos não sofreram "por também serem desenvolvidos para o 360". McNamara também elogiou o som, descrevendo-o como "música triste, ruído de batalha abrangente e excelente trabalho de voz". Bob Colayco da GameSpot também revisou a versão para PC do jogo, assim como fez com sua versão para Xbox 360. Colayco voltou a elogiar o som, chamando a apresentação do jogo de "excelente", além de elogiar a agressividade da inteligência artificial. Ao contrário de sua análise da versão do Xbox 360, Colayco sentiu que o aspecto multijogador era "divertido". Sua principal crítica foi para o desempenho, afirmando que "o desempenho pode ser ruim às vezes". Joshua Latendresse da GamesRadar chamou a campanha single-player de "impressionante" e citou que o multiplayer foi ainda melhor.
Apesar desse elogio, McNamara do IGN comentou que considera a implementação da saúde regeneradora "um pouco problemática" e que permite aos jogadores "experimentar um tipo de combate que apenas um supersoldado mítico poderia suportar" que, portanto, "impulsiona o jogo da autenticidade corajosa à fantasia de John Woo. Ele também reclamou que o aspecto multijogador inicialmente suportava apenas oito jogadores.
Call of Duty 2 foi o título de lançamento mais popular no Xbox 360, com 200.000 unidades vendidas em sua primeira semana de disponibilidade. 77% das pessoas que compraram um Xbox 360 também compraram o jogo, o que contribuiu para suas altas vendas. Em julho de 2006, 1,4 milhão de cópias do jogo foram vendidas no Xbox 360. Em janeiro de 2008, o jogo vendeu 2 milhões de cópias. Em novembro de 2013, o jogo vendeu 5,9 milhões de cópias.
Os editores da Computer Games Magazine nomearam Call of Duty 2 o sétimo melhor jogo de computador de 2005. Eles o chamaram de "o melhor jogo de tiro da Segunda Guerra Mundial".

## Outras versões
Uma edição de colecionador do jogo foi lançada para Windows em 25 de outubro de 2005 e para o Xbox 360 rotulada como "Edição Especial". Ele apresenta o jogo e um disco bônus, que inclui entrevistas, um making of do filme e duas instruções passo a passo da missão. Em 17 de maio de 2006, a Activision anunciou uma edição de jogo do ano para o Xbox 360, que inclui material da Special Edition, além de um token para baixar o Skirmish Map Pack. Em janeiro de 2006, MFORMA (agora Hands-On Mobile) lançou Call of Duty 2 para celulares. A versão móvel é 2D top-down shooter. Recebeu uma crítica favorável da IGN, elogiando sua extensão e narrativa.